# 1867 na arte

## Eventos
- Exposição Universal de 1867 - entre 1 de abril e 3 de novembro de 1867 no Champ-de-Mars, em Paris, realizou-se a Segunda Exposição Universal ou "Exposition Universelle d'Art et d'Industrie"

## Quadros
- Femme en blanc au jardin - Pintura de Claude Monet que faz parte do espólio do Museu Hermitage em São Petersburgo (Rússia).

## Nascimentos
| Data        | Nome                     | Profissão              | Nacionalidade                              | Observações | Ref |
| ----------- | ------------------------ | ---------------------- | ------------------------------------------ | ----------- | --- |
| 3 de março  | Alberto Aires de Gouveia | pintor                 | Reino Unido de Portugal, Brasil e Algarves | m. 1941     |     |
| 10 de junho | Duarte Maia              | pintor                 | Reino Unido de Portugal, Brasil e Algarves | m. 1922     |     |
| ??          | Emília dos Santos Braga  | pintora do naturalismo | Reino Unido de Portugal, Brasil e Algarves | m. 1950     |     |

## Mortes
| Data | Nome | Profissão | Nacionalidade | Observações | Ref |
| ---- | ---- | --------- | ------------- | ----------- | --- |